# 트리스탄 리스크
트리스탄 리스크(Tristan Risk, 1980년 11월 2일 ~ )는 캐나다의 배우이다. 리틀 미스 리스크(Little Miss Risk)라는 예명으로도 알려져 있다. 《아메리칸 메리》, 《페티쉬 팩토리》, 《아일라》 등 공포 영화에 주로 출연하며 이름을 알렸다. 영화배우 활동 이전에는 주로 벌레스크 댄서, 핀업 모델, 연극 배우로 활동했다.
영화 《데드 후커 인 어 트렁크》를 보기 전까지는 영화 쪽은 관심이 없었으나, 영화를 본 후 관심이 생겨 영화의 감독을 맡았던 실비아 소스카에게 연락을 하게 되었다. 이후 소스카 자매의 차기작 《아메리칸 메리》에 캐스팅 되었다.